# Бану Калб
Бану Калб или Калб ибн Вабара је било једно арапско племе. Пре муслиманског освајања Сирије током 630-тих године, територија Калба обухватала је већину северозападне Арабије, Палмирене степе, Самаву (пустињу између Палмире и Еуфрата), равнице Хаврана и Голанске висоравни. Један од њихових главних центара био је пустињски град Думат ел-Џандал. Калб се укључио у племенске послове на источним границама Византијског царства од IV века и вероватно је то било племе Мавије, бедуинске краљице јужне Сирије. До 6. века, припадници племена Калб су у великој мери постали монофизитски хришћани и ово племе је дошло је под војни ауторитет Гасанида, арашких вазала Византијаца.
Током живота исламског пророка Мухамеда, његови бројни и блиски сапутници били су из племена Калба, као што су Зајд ибн Харита и Дихја ел-Калби, али је највећи део племена остао хришћански у време Мухамедове смрти 632. године. Калб је формирао политичке и брачне везе са породицом Омејада и био главни извор војне и политичке моћи током владавине омејадских калифа Муавије I, Јазида I, Муавије II и Марвана I. То је било у раним данима омејадске владавине, затим је племе Калб постало главна зараћена страна у дуготрајнојм Кајс-јаманском сукобу, водећих племе Јамана. Под њиховим руководством, Јаман је задао тежак ударац племену Кајс у бици код Марџа Рахита 684. године. До тада, племе Калб је у великој мери било концентрисано у степи око Химса и Палмире, али су их протеривали из Самаве крајем 680-их припадници племена Кајс.

## Порекло
За племе Калб се традиционално сматра да је из Куда'а. Калб, чије име значи "пас" на арапском, био је племенски праотац. Његов отац је био извесна Вабара, а његова мајка је била позната као Умм ел-Асбу, јер су сва њена деца именована по дивљим животињама. Према традиционалној арапској генеалогији, Калб је пореклом из полу-легендарног патријарха јужних Арапа, Кахтана, преко племена Калба, Куда'а, ово друго је чинило велику конфедерацију са бројним гранама чија су племена живела далеко на северну до Сирије,
 вероватно већ у IV веку.

## Предисламски период
Калб је било бедуинско (номадско) племе познато по узгајању камила. Вековима пре појаве ислама (пре 7. века) подручје које су чинили пашњаци налазило се у северозападној Арабији, и пространа пустињска степа између Сирије и Месопотамије позната је као Самава или Самават Калб . Тај регион се у суштини састојао од већег, јужног дела Сиријске пустиње. Главни центри Калба су биле оазе на ниском простору који је формирао Вади Сирхан на западу и ел-Џавф на истоку. Калб је дуго доминирао на Ел-Џавф-у пре муслиманских освајања. Калбова племенска територија граничила је северно од моћног племена Тај, блиских савезника Калба, а на југоистоку, западу и истоку била су племена Гатафан, Бану ел-Кајн и Аназа. Калбова доминација Вади Сирханом и ел-Џауфом допустила је многим мигрантима миграције северно у Сирију. Племе Калб је вероватно стигало у Сирију до четвртог века, иако "у четвртом веку нису доступне" прецизне и извесне информације о његовој улози "у Сирији, каже историчар Ирфан Шахид. Међутим, Шахид тврди да је вероватно да је Мавиа, краљица ратника арапских племена у јужној Сирији, била члан Калб-а. Ово указује на то да су Калб били савезници главне силе Мавије, Танукида. Ови други су, попут Калба, такође пратили своје порекло до Куда'ах. До тада, су привремени логори Калба обухватали степе између Палмирене и Табука у северном Хиџазу.

Калбова територија на граници Limes Arabicus Византијског царства припадала је Oriens, колективном термину за источне покрајине империје. У Сирији, припадници племена Калб су се населили у Палмири, Саламији, Гути и Мезех залеђу Дамаска, Голанској висини, равници Хавран и брдима ас-Сувајда, а у мањој мери у околини Хомса, Алепа, Хаме и Манбиџа. У северној Арабији били су присутни у градовима Думат ел-Џандал, Тајма, ел-Хира и Фадак. Калб је вероватно био неименовано племе које је покренуло масовну инвазију на Византијску Сирију, Феникију, Палестину и Египат у 410. години, каже Шахид. Шахид тврди да је Калбидова инвазија вероватно била везана за пад савезника Калб-а и његову замену као византијских главних федерата са Салихидима, који су такође настали из Куда'а. У завршним годинама V века, тензије између Калба и Салихида кулминирале су у једнодневној борби у којој је Салихидски филхарх, Давуд, убијен од стране Та'лаба ибн 'Амир из Калба и његовог савезника Муавије ибн Хуџајра из Намира у регији Голан. Није јасно да ли је сукоб између Та'лабе ибн 'Амир и Давуда био лична завада или део племенског сукоба између Калба и Салихида.
Иако је Калбова улога у арапској племенској политици у Византијском царству из 5. века јасна, савремени извори не показују колико је рано Калб ступио у контакт са Византијанцима. До раног 6. века Салихиде су заминили Гасаниди као највиши филарси арапских племена на византијској територији. Као и Гасаниди, Калб је прихватио монофизитско хришћанство. Калб је био стављен под надлешност Гасанида и задужен за чување источне границе Византијаца против Сасанидске Персије и њених каснијих арапских вазалау Ал-Хири, Лахмида. Као резултат њиховог чврстог укључивања у систем византијских федерата, Калб се "навикао на војну дисциплину и на ред и мир", рекао је историчар Јохан Фук.
Најпознатији рани поглавар Калба био је Зухајр ибн Џанаб ел-Калби, који је имао значајан утицај међу бедумским племенима северне Арабије. У име Абрахе, већника Етиопије у јужној Арабији из 6. века, Зухајр је водио експедицију против северно-арабијских племена Таглиба и Бакра. Средином 6. века Калб се, на челу са Зухајром, борио против клана Бану Багид из племена Гатафан због његове изградње харама (свете место) на месту званом "Бус"; Гатафанов харам је имитирао Ћабу из Меке, у то време широко поштовано здање које садржи паганске арапске идоле, што је увредило моћна племена ове области, укључујући Калб. Зухајр је одлучно победио племе Гатафан и уништио њихов харам.

## Исламски период

### Рани муслимнски походи
Током првих година доласка ислама у Арабију, бројни појединци из Калбид племена у Меки прешли су на ову религију, укључујући Зајд ибн Харита, зета исламског пророка Мухамеда, и Дихјах ел-Калбија, Мухамедовог емисара код Византијског цара, Ираклија. По речима историчара Фреда Донера, док је међу Калбима било значајних појединаца који прелазе у ислам, постоје оскудни детаљи о контактима између Мухамеда и Калба уопште. Као Византијски федерат, племе Калб се борило против муслиманског напретка у северној Арабији и Сирији. Прва конфронтација била је експедиција "Абд ел-Рахмана ибн" Авфа 626/27 у којој су муслимани под вођством Ијад ибн Ганма поразили племе Калба. У принципу, муслимански рачуни се слажу да су после битке хришћани Калиба Думат ел-Џандала предвођени ал-Асбаг ибн Амром, прешли у ислам и склопили савез са Мухамедом. Међутим, Донер пише да су муслимански рачуни у вези са експедицијама Думат ел-Џандал и савез са лидером "критиковани као непоуздани". Међутим, очигледно је да су постојали контакти између Мухамеда и неких кланова Калба. Штавише, бар део Калб-а из сиријске степе дошао је под муслиманским посредником током кампање против Дат ел-Саласила у јужну Месопотамију. Без обзира на то, већина Калба је остала ван мандата власти муслиманске државе у време Мухамедове смрти 632. године. Чини се да су припадници племена Калб који су прихватили ислам учествовали у муслиманском освајању Сирије. Током освајања, 634. Калб је био међу арапским хришћанским племенима које је Халид ибн ел-Валид поразио код Зизе у Трансјордану.

### Омејадски период
Муслиманска освајања Сирије закључена су са 638; до тада, Калб је населио степе око Хомса и Палмире а припадници овог племена били су лидери и најмоћнија компонента племенске конфедерације у Куда'а. Калб је имао везе са Омејадима, кланом Курејша, од владавине калифа Утмана (в. 644-656), који се оженио Халидовом женом, познатом као На'ила бинт ел-Фарафиса, са којим је имао кћер, Мариам (Умм ел-Банин). Током сукоба између Мувајије I, муслиманског гувернера Сирија који је припадао Омејадима и Калифа Алија (р. 656-661), Калб је у критичном тренутку пружио подршку Муавији. Касније сеспомињу удаје две жене из племена Калб, укључујући Мајсун, ћерку Бадал ибн Унајфа, главног поглавара племена Калб, који су остали хришћани до своје смрти негде пре 657. Бадалини синови и унуци су служили као заповедници на страни Омејада против Алијевих следбеника током битке код Сифина 657. године. Али је на крају поражен а Муавија је дошао на власт при чему је морао да се ослони на племе Калб, један од главних извора војне моћи у Сирији, пре свега због одржавања властитог положаја у Сирији. Овим је, Калб нарочито, а племенска коалиција Јамани уопште, постала је најутицајнија група током периода Суфианида (661-684) Омејадског калифата.
Син и наследник Муавије, Јазид I (рођ. 680-683), рођен је од мајке која се звала Мајзуна, и која се такође удала за члана владарске породице Омејада а потицала је од Калбида. Ступање Јазидовог сина Мујавије II на престо (р. 683-684) било је углавном проузроковано због махинација поглавице племена Калбида, Хасана ибн Малика ибн Бадала. Међутим, Муавија II је убрзо умро, остављајући калифат у политичком хаосу. Ибн Бадал је фаворизовао једног од Јазидових младих синова да би наследио Муавију, док је гувернер Куфе Убајд Алах ибн Зијад фаворизовао Омејада из другог огранка владајуће породице Марвана ибн ел-Хакама. У међувремену, побуњеник Абдулах ибн Зубајр из Хиџаза оспорио је вођство Омејада и добио је подршку у Сирији. Посвећен очувању политичких и економских привилегија које је Калб стекао под суфијанидима, Ибн Бадал је чврсто подржао наставак владавине Омејада. Ибн Бадал је пружио подршку Марвану, док је Ел-Дахак ибн Кајс ел-Фихри, поглавица Јамановог ривала племена Кајс, подржао Ибн Зубајра. Ибн Бадал је мобилисао племе Калба и њихове Јамани партнере и упутио Кајс у битку код Марџа Рахита у августу 684. године. У позадини битке, било је смртно непријатељство Кајс-Јаман , док је Марван постао потпуно зависан од Јамана да би одржао своју власт, непосредно пре Марџа Рахита, Марван се сложио с условима Калб-а, укључујући и то да ће 2.000 њихових поглавица добити годишњу, наследну плату од 2.000 сребрних дирхама за војну службу, предност на Марвановом двору, и консултације у свим већим владиним одлукама.
Освета племена Кајс против племена Калб и Омејада догодила се током 686. године у бици код ел-Хазира, током које је генерал племена Кајс, Умајр ибн-Хубаб од Сулајма напустио омејадску војску, која је потом поражена од Зубајирида. Умајр се склонио са вођом племена Каиј Зуфар ибн ел-Харитом из Килаб-а у Ел-Каркисију, а након тога се одвијала низ напада и контра-упада између Калба и Кајса. Припадници племена Калб су, на челу са Хумајд ибн Хурајт ибн Бадалом, често нападали припаднике племена Кајс на њиховим местима у пустињи Самавах. Упркос томе што су извршили акције повлачења, Калб је из Самаве морао да побегне у Јорданску долину. Хумајд је напао Кајс у Горњој Месопотамији, али је на крају поражен током битке код Банат Кајна у Самавами, последњем сукобу Кајс-Јамани (ајјам) који је трајао читав дан.
Калбидски односи са државом Омејада су се погоршавали под владом калифа Марвана II (в. 744-750), пошто су се они готово у потпуности ослањали на Кајс као војну и административну подршку на рачун интереса Јаманија. У јуну 745. Калбидски поглавар Палмире, Ел-Асбаг ибн Ду'алах ел-Калби, водио је побуну против Марвана II у Хомсу. Његови саплеменици и њихови савезници Јамани су се борили против калифових снага на улицама Хомса, али су били присиљени да се повуку. Ел Асбагов синови Ду'алах и Фурафиса су заробљени и погубљени, заједно са још тридесет осталих војника племена Калб (Калбида) и Јамани. Са појавом Абасидске револуције 750, Калб је можда схватио да је омејадска власт близу своје пропасти. Вероватно због горе поменутих околности, 2.000 калбидних саплеменика које је послао Марван II да би потврдио гувернера Омејада у Басри, уместо тога је пребегло на страну Абасидског калифата. Међутим, исте године, група племена Јаман, укључујући и племе Калб, постала је фрустрирана Абасидском владавином у Сирији и придружила се побунама омејадског принца Абу Мухамеда ел Суфјанија и генерала из племена Кајс Абу ел-Варда. Абу Мухамед је био потомак бившег покровитеља Калба, Мувије I, и он се представио као месијанска фигура позната под називом "Суфиани", за који су многи у Хомсу веровали да ће обновити Омејадски калифат. Абу ел-Вард је убијен од стране Абасидске војске док су се Абу Мухамед и племе Калб забарикадирали у Палмири, иако је Абу Мухамед касније побегао за Арабију.

### Абасидски период
Улога Калб-а у Сирији је опала под Абасидима који су владали из Багдада. Током 860-тих, када је централна контрола Абасид пропала у покрајинама, укључујући и Сирију, Калб се придружио Иса Ибн ел-Шајк ел-Шајбанију, властодржцу из Палестине. Године 884, Калб се под Утајфом ибн Ни'мом придружио анти-Абасидској побуни у Хомсу и убио гувернера тог града, Ел-Фадл ибн Карима. Међутим, Абасиди су победили побуњенике и повратили Хомс.
До 10. века Калб је била једна од три највеће арапске конфедерације у Сирији и углавном је била концентрисана у централном делу регије; остале две конфедерације су биле Тај у јужној Сирији и Килаб у северној Сирији. Међутим, за разлику од Тај и Килаб, који су били релативно новопридошли у Сирији, већина дуго настањених племена Калба која су се населила боравећи ту постали су земљорадници који су у то време изгубили своју традиционалну номадску мобилност. Због своје наклоности ка седентаризму, Калб је постепено изгубио свој доминантни положај у областима Ел-Џавф и Вади Сирхан препустивши га својим савезницима из конфедерације Тај, док су они који су остали наставили номадски начин живота или мигрирали да се придруже својим саплеменицима у централној Сирији или су задржали низак профил у својој традиционалној стамбена места. Такође, за разлику од Тај и Килаб, Калб је у централној Сирији изгубио племенске везе у суседним регионима.
Међутим, одређени калбови кланови, посебно у Самавама, нашли су снажног покровитеља у карматском покрету. Бану Улајс и Бану ел-Асбаг огранци Калба прихватили су лидера Карматије Јахја ибн Зикраваиа, и заједно су из заседе напали абасидску војску и убили њеног заповедника Сабук ел-Дајламија 901. године. Након тога су извршили упад у села на путу за Дамаск, где су спалили џамију познату као Ел-Русафа. Јахју су убили Тулуниди, након чега се Калб придружио Јахјином брату, ел-Хусејину ибн Зикраваји. Под Ел-Хусејином, савез Калб-Карматије победио је војске Тулунида док Ел-Хусејин није ухваћен и погубљен 903. године по наређењу калифа ел-Муктафија.
Бану ел-Асбаг и Бану Улајс су остали лојални Карматијанцима и придружили су се још једном огранку Калба, Бану Зијад. Под лидером Карматије Абу Ганим Насром су извршили напад на места као што су Дамаск, Басра, Адриат и Тиберијада и убили заменика гувернера Џунд ел-Урдуна. Ово је довело до тога да је Ел-Муктафи послао казнену експедицију коју је Хусејин ибн Хамдан водио против Калба, али су Калб и Асад победили Хамдана, приморавајући га да бежи у Алепо. Касније те године, Ибн Хамдан је победио Калб и њихове савезнике Тај. Калб је потом извршио упад на места у Самаву и напао Хит. Ел-Муктафи је одговорио слањем војске коју је предводио Мухамед ибн Ишак ибн Кундај, који је приморао Калба да изда Карматијане и убије Насра, чиме избегава казнене мере од стране власти.
 Без обзира на то, са одлучним поразом Карматијаца од стране Абасида 970-тих година, Калбова новостечена моћ се у великој мери смањила.
Током владавине калифа ел-Мустаршида (1118-1135), Калб је издао гувернеру Дамаска лидера Мазјадида, ел-Дубајс ибн Садака.